# Осиново (Великоустюгский район)
Осиново — деревня в Великоустюгском районе Вологодской области.
Входит в состав Марденгского сельского поселения, с точки зрения административно-территориального деления — в Марденгский сельсовет.
Расстояние по автодороге до районного центра Великого Устюга — 13,5 км, до центра муниципального образования Благовещенья — 6 км. Ближайшие населённые пункты — Чернятино, Подсосенье, Торопово, Опалипсово, Матрениха, Сычугово.
По данным переписи в 2002 году постоянного населения не было.